# ماریا لیزینسکی
ماریا لیزینسکی (لهستانی: [ˈmarja lɛʂˈt͡ʂɨj̃ska]);(زادهٔ ۲۳ ژوئن ۱۷۰۳ – درگذشتهٔ ۲۴ ژوئن ۱۷۶۸)، دختر استانیسلاو لیزینسکی پادشاه مخلوع لهستان، و کاترین اوپالینسکا بود. ماریا لیزینسکی ملکه فرانسه به عنوان همسر پادشاه لوئی پانزدهم از زمان ازدواج آنها در ۴ سپتامبر ۱۷۲۵ تا زمان مرگش در سال ۱۷۶۸ بود. ماریا که یک کاتولیک متعهد در طول زندگی خود بود، به دلیل کارهای خیریه متعددش در میان مردم فرانسه محبوب بود و بسیاری از آداب و رسوم لهستانی را به دربار سلطنتی ورسای معرفی کرد. او مادربزرگ پادشاهان فرانسه لوئی شانزدهم، لوئی هجدهم و شارل دهم بود.